# بينيلوب بلامر
بينيلوب بلامر (بالإنجليزية: Penelope Plummer)‏ هي متسابقة ملكة الجمال وعارضة أسترالية، ولدت في أكتوبر 1949 في ملبورن في أستراليا.